# Castrul roman de la Pinoasa
Castrul a fost distrus în urma construcției unui viaduct și a exploatărilor carbonifere de la Rovinari.